# Vaitupu
Vaitupu ist ein Atoll des Inselstaates Tuvalu im Pazifischen Ozean. Das Atoll besteht aus der Hauptinsel Vaitupu sowie acht kleinen Motus: der Luasamotu-Gruppe (2 Motus), der Mosana-Gruppe (3 Motus) sowie Motutanifa, Tofia, Olepa und Tomoto, auf denen es sieben Dörfer gibt.
Vaitupu ist nach Landfläche mit 5,63 Quadratkilometern das größte Atoll von Tuvalu. Die Lagune gilt jedoch mit etwa vier Quadratkilometern als eine der kleinsten des Landes. Im Jahr 2017 hatte das Atoll 1061 Einwohner, 2023 waren es bereits mehr als 1200 Einwohner.
Hauptort des Atolls ist Asau.

## Geschichte

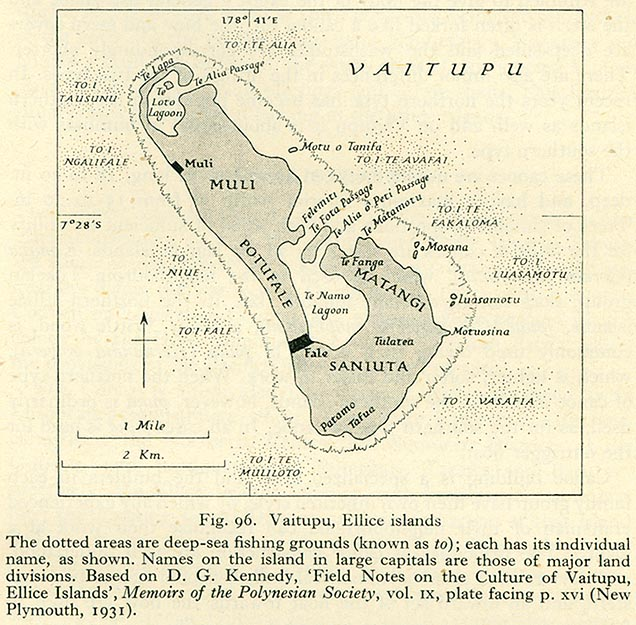
Karte von Vaitupu, 1931

Die erste Besiedlung Vaitupus kann heute nicht mehr genau rekonstruiert werden. Es ist möglich, dass Bewohner der Tonga-Gruppe das Atoll Mitte des 13. Jahrhunderts besiedelt haben. Als gesichert gilt, dass der Gründer des ersten Stammes des Atolls, Telematua, im 16. oder 17. Jahrhundert auf Vaitupu lebte. Die Beziehungen des Atolls zu seinen Nachbar-Atollen gestalteten sich in der relativ kurzen Geschichte durchweg friedlich.
1861 wurde die Insel erfolgreich von christlichen Priestern der London Missionary Society missioniert. Mit der Missionierung wurde zudem die samoanische Sprache eingeführt, da alle Bibeln auf Samoanisch geschrieben waren.

## Bevölkerung und Wirtschaft
Vaitupu hat mit 1061 Einwohnern (Stand 2017) die zweitgrößte Bevölkerung von Tuvalu, gut ein Drittel davon lebt in Asau. 1940 war die Bevölkerung des Atolls so groß, dass ein Teil nach Fidschi auswandern musste. Die Bewohner leben von Subsistenzwirtschaft. Von geringer wirtschaftlicher Bedeutung ist der Tourismus. Auf dem Atoll gibt es je eine Kirche, Post, Grundschule und Oberschule. Auf dem kleinen Motu Temoto lebt der englische Schriftsteller Lewis Wade mit seiner Familie.
Berühmtheit erlangte das Atoll im Jahr 2000. 18 Mädchen und ein Lehrer starben, als in einem Schlafraum der Motufouna-Schule ein Feuer ausbrach.

## Söhne und Töchter des Atolls
- Sir Filoimea Telito GCMG, MBE (1945–2011), Generalgouverneur von Tuvalu
- Apisai Ielemia (1955–2018), Politiker und Regierungschef (2006–2010)
- Taukelina Finikaso (* 1959), 2013–2022 Wirtschafts- und Tourismusminister Tuvalus